# Dodgebee
Dodgebee je zabavna i jednostavna igra, slična igri graničara, s time da je lopta zamijenjena mekim i sigurnim letećim diskom (frizbijem). Igrači se služe strategijom i brzinom u hvatanju i bacanju diska s jedinim ciljem, eliminirati protivničke igrače s terena. Osim same fizičke aktivnosti i uključenosti u igru, od igrača se traži razvijanje strategijskog razmišljanja, predviđanja te timskog rada.
Dodgebee® je mekan i periv leteći disk (frizbi).
Presvučen je tkaninom koja štiti posebno izrađenu jezgru diska.
Jezgru diska je mekana i dovoljno čvrsta da zadrži oblik i elasticitet, pruži siguran grip, a ujedno je dovoljno mekana da ne predstavlja nikakvu opasnost po ljude ili predmete. Dobavljiv je u tri veličine (200,235 i 270 mm promjera).
Veličina igrališta je 9x18 m, podijeljenog na pola (9x9). Sastoji se od unutarnje i vanjske zone. Na centralnoj liniji je poželjno (za slučaj de se ekipe ne mogu dogovoriti) prisutnost suca. Svaki tim može imati najviše 13 igrača (oba tima moraju imati jednak broj igrača na terenu). Najmanje 1 igrač na početku igre, mora biti u vanjskoj zoni. Igra traje 4 minute (s mogućnošću produžetka od 1 minute u slučaju izjednačenog rezultata). Igra se na dvije dobivene igre (2 od 3). Cilj je eliminirati sve protivničke igrače koji se nalaze u unutarnjoj zoni. Pogođeni igrači izlaze u vanjsku zonu svoje ekipe, a igrač koji je pogodio protivničkog igrača, ako se nalazio u vanjskoj zoni, prelazi u unutarnju zonu. Ako su pogođeni svi igrači u unutarnjoj zoni jednog tima, igri je kraj i pobjeđuje tim čiji su igrači ostali u unutarnjoj zoni.